# Симпсоны (сезон 19)
Девятнадцатый сезон мультсериала «Симпсоны» — был показан на телеканале Fox в период с 23 сентября 2007 по 18 мая 2008 года.

## Список серий
| № общий | № в сезоне | Название                                                                                      | Режиссёр                   | Автор сценария              | Дата премьеры    | Произв. код | Зрители в США (млн) |
| --- | ---------- | --------------------------------------------------------------------------------------------- | -------------------------- | --------------------------- | ---------------- | ----------- | ------------------- |
| 401 | 1          | «Он любит летать, и он провалился» «He Loves to Fly and He D’ohs»                             | Марк Киркленд              | Джоэль Х. Коэн              | 23 сентября 2007 | JABF20      | 9,55                |
| Гомер получает возможности совершить полёт на личном самолёте Мистера Бёрнса, вследствие чего отказывается летать на самолётах обычного класса. Приглашённые звёзды: Лайонел Ричи и Стивен Кольбер. |            |                                                                                               |                            |                             |                  |             |                     |
| 402 | 2          | «Гомер — оперный певец» «The Homer of Seville»                                                | Майк Фрэнк Полчино         | Кэролин Омайн               | 30 сентября 2007 | JABF18      | 8,51                |
| Гомер попадает в больницу из-за травмы спины, там в нём открывается талант петь оперным голосом, лёжа на спине. Мистер Бёрнс приглашает Гомера петь главную партию в его постановке La bohème. Спасённый от группы сумасшедших фанаток таинственной девушкой Джулией, Гомер нанимает её в качестве менеджера, несмотря на её неоднозначные намерения. Приглашённые звёзды: Майя Рудольф и Пласидо Доминго. |            |                                                                                               |                            |                             |                  |             |                     |
| 403 | 3          | «Полуночный буксировщик» «Midnight Towboy»                                                    | Мэттью Настук              | Стефани Гиллис              | 7 октября 2007   | JABF21      | 7,89                |
| Гомер знакомится с водителем аварийной машины Луи, который показывает Гомеру все прелести буксирования жилых фургончиков. Тем временем Мардж начинает замечать, что Мэгги слишком к ней привязалась. Мардж находит способ отучить Мэгги от себя, но этот способ заставляет Мэгги вообще обходиться без Мардж… Приглашённая звезда: Мэтт Диллон. |            |                                                                                               |                            |                             |                  |             |                     |
| 404 | 4          | «Я не желаю знать, почему поют птицы в клетках» «I Don’t Wanna Know Why the Caged Bird Sings» | Боб Андерсон               | Дана Гулд                   | 14 октября 2007  | JABF19      | 8,7                 |
| Мардж обвиняют в грабеже банка, но настоящий грабитель — человек по имени Двайт (Dwight). Мардж обещает посетить его в тюрьме, но не выполняет обещание, из-за чего Двайт начинает преследовать Мардж… Приглашённые звёзды: Стив Бушеми, Тед Ньюджент и Джулия Луи-Дрейфус. |            |                                                                                               |                            |                             |                  |             |                     |
| 405 | 5          | «Дом ужасов 18» «Treehouse of Horror XVIII»                                                   | Чак Шитс                   | Марк Уилмор                 | 4 ноября 2007    | JABF16      | 11,74               |
| «E.T., Go Home» (с англ. — «Пришельцы, валите домой») — Барт и Лиза встречают инопланетянина Кодоса, скрывающегося от властей. Кодос просит помочь ему достать прибор, при помощи которого он сможет связаться со своей планетой, но его намерения оказываются отнюдь недружелюбными… «Mr. & Mrs. Simpson» (с англ. — «Мистер и миссис Симпсон») — Гомер, тайно работающий секретным агентом, получает приказ устранить Кента Брокмана. Но вскоре он обнаруживает, что его жена Мардж также является секретным агентом, выполняющей ту же миссию, что и он сам… «Heck House» (с англ. — «Комната страха Господня») — Барт, Лиза, Нельсон и Милхауса решают хорошо повеселиться в ночь на Хэллоуин, но, когда их шутки заходят слишком далеко, Нед Фландерс превращает церковь в адский дом. Получив огромные сверхъестественные силы, он решает проучить детей… Приглашённая звезда: Морис Ламарш |            |                                                                                               |                            |                             |                  |             |                     |
| 406 | 6          | «Маленький сиротка Милхаус» «Little Orphan Millie»                                            | Лэнс Крамер                | Мик Келли                   | 11 ноября 2007   | JABF22      | 10,53               |
| Родители Милхауса затерялись в море и предположительно погибли. Милхаус осознаёт, что теперь он сирота, и что пришло время действовать решительно и самостоятельно, вследствие чего он становится более популярным, чем Барт. Тем временем у Гомера начинаются проблемы из-за того, что он не помнит цвет глаз Мардж. |            |                                                                                               |                            |                             |                  |             |                     |
| 407 | 7          | «Мужья и ножи» «Husbands and Knives»                                                          | Нэнси Круз                 | Мэтт Сэлман                 | 18 ноября 2007   | JABF17      | 10,56               |
| В Спрингфилде открывается новый магазин по продаже комиксов «Coolsville Comics & Toys», находящийся прямо напротив магазина «Подземелье Андроидов». Владелец магазина по имени Мило (которого озвучивает Джек Блэк) предоставляет детям уникальную возможность встретиться с создателями комиксов. Тем временем Мардж открывает свой женский фитнес-центр… Приглашённые звёзды: Алан Мур, Арт Шпигельман, Дэн Клоувс и Морис Ламарш. |            |                                                                                               |                            |                             |                  |             |                     |
| 408 | 8          | «Похороны злодея» «Funeral for a Fiend»                                                       | Роб Оливер                 | Майкл Прайс                 | 25 ноября 2007   | KABF01      | 9.01                |
| Сайдшоу Боб возвращается, чтобы убить Симпсонов, но его ловят и отдают под суд. Во время заседания суда Барт выбрасывает лекарство Боба — нитроглицерин, приняв его за взрывчатку, и Боб умирает. Вся семья Боба, его друзья и весь Спрингфилд приходят на его похороны. Брат Боба, Сесил, убеждает Барта пойти в церковь и проститься со своим давним врагом. Но Боб оказался жив. Приглашённые звёзды: Келси Грэммер, Дэвид Хайд Пирс, Джон Махони и Кит Олберманн. |            |                                                                                               |                            |                             |                  |             |                     |
| 409 | 9          | «Вечное сияние разума Симпсона» «Eternal Moonshine of the Simpson Mind»                       | Чак Шитс                   | Дж. Стюарт Бернс            | 16 декабря 2007  | KABF02      | 10,07               |
| Гомер просыпается в снегу и узнаёт, что его семья исчезла. Он собирается вспомнить всё и вернуть семью. |            |                                                                                               |                            |                             |                  |             |                     |
| 410 | 10         | «Да здравствует малыш Виггам» «E Pluribus Wiggum»                                             | Майк Фрэнк Полчино         | Майкл Прайс                 | 6 января 2008    | KABF03      | 8,04                |
| Гомер сжигает спрингфилдские бистро. Чтобы построить их заново, мэр Квимби сдвигает день выборов, делая праймериз в Спрингфилде первыми в стране. Кандидаты не внушают доверия, и избиратели вписывают Ральфа Виггама в бюллетени; он и выигрывает. В результате обе стороны признают Ральфа, хотя даже неизвестно, за какую партию он выступает. Приглашённые звёзды: Джон Стюарт и Дэн Разер. |            |                                                                                               |                            |                             |                  |             |                     |
| 411 | 11         | «Это было в 90-х» «That 90’s Show»                                                            | Марк Киркленд              | Мэтт Сэлман                 | 27 января 2008   | KABF04      | 7,45                |
| После того, как случайно нашёлся диплом Мардж, Гомер рассказывает историю, как он трудился на своего отца, чтобы Мардж могла получать образование в университете. Однако после того, как она понравилась одному из профессоров, Гомер всё бросает и сосредотачивается исключительно на музыке. Он создаёт новый стиль в рок-музыке — гранж и организовывает группу «Садгазм» вместе со своими друзьями. Однако, несмотря на то, что Гомер завоёвывает всё большую популярность, а Мардж прекрасно проводит время с профессором Стефаном, оба они в душе понимают, что не могут быть друг без друга. Приглашённые звёзды: Курт Лодер и «Странный Эл» Янкович. |            |                                                                                               |                            |                             |                  |             |                     |
| 412 | 12         | «Любовь по-Спрингфилдски» «Love, Springfieldian Style»                                        | Раймонд Перси              | Дон Пейн                    | 17 февраля 2008  | KABF05      | 7,81                |
| В результате хулиганства Барта на День святого Валентина Симпсоны застревают в туннеле свиданий. Чтобы скоротать время, Гомер рассказывает романтическую историю о Бонни и Клайде, Мардж о Леди и Бродяге, а Барт — историю о Сиде и Нэнси, где Нельсон — это Сид Вишес, Лиза — Нэнси Спанджен, а Барт — Джонни Роттен из «Sex Pistols». |            |                                                                                               |                            |                             |                  |             |                     |
| 413 | 13         | «Бартступники» «The Debarted»                                                                 | Мэттью Настук              | Джоэль Х. Коэн              | 2 марта 2008     | KABF06      | 8,18                |
| В начальную школу Спрингфилда переходит новый ученик, и Барт думает, что нашёл отличного партнёра для шуток. Однако все они оборачиваются против него самого и он начинает думать, что в рядах его друзей завелась крыса. Пародия на фильм «Отступники». В это время Мардж разбивает семейную машину, и Гомер на время ремонта получает новую, с которой он уже не хочет расставаться. Приглашённые звёзды: Тофер Грейс, Терри Гросс и Марсия Уоллес. |            |                                                                                               |                            |                             |                  |             |                     |
| 414 | 14         | «Для звонка ботанику нажмите «Б»» «Dial “N” for Nerder»                                       | Боб Андерсон               | Кэролин Омайн и Уильям Райт | 9 марта 2008     | KABF07      | 7,31                |
| Гомер садится на диету, но тайком от всех постоянно ходит на свидания с едой. Мардж, желая быть уверенной в его честности, нанимает ТВ-шоу, чтоб проследить за ним. Барт и Лиза подшучивают над Мартином, в результате чего считают, что они убили его неудавшейся шуткой. |            |                                                                                               |                            |                             |                  |             |                     |
| 415 | 15         | «Дым над дочерью» «Smoke on the Daughter»                                                     | Лэнс Крамер                | Билли Кимбалл               | 30 марта 2008    | KABF08      | 7,14                |
| Лиза становится балериной, и понимает, что её талант зависит от пассивного курения. Гомер признаётся, что тайком делает вяленую говядину, и приходит в бешенство, когда обнаруживает, что еноты всё стащили. |            |                                                                                               |                            |                             |                  |             |                     |
| 416 | 16         | «Папа, не вымогай» «Papa Don’t Leech»                                                         | Крис Клементс              | Рид Харрисон                | 13 апреля 2008   | KABF09      | 6,93                |
| Лиза обнаруживает, что Спрингфилд недособрал миллионы долларов налогов. В результате в городе начинается сбор налогов у неплательщиков и единственным оставшимся должником оказывается Лурлин Лампкин. Пока её ищет полиция, Лурлин останавливается у Симпсонов. Она пытается воссоединиться со своим отцом, но он продаёт все её песни Дикси Чикс. Приглашённые звёзды: Беверли Д’Анджело, Дикси Чикс. |            |                                                                                               |                            |                             |                  |             |                     |
| 417 | 17         | «Корова Апокалипсиса» «Apocalypse Cow»                                                        | Нэнси Круз                 | Джефф Вестбрук              | 27 апреля 2008   | KABF10      | 7,75                |
| Когда Барт с Лизой спасли корову Лу от скотобойни, они отдали её Мэри, деревенской девчонке. Её отец, Клетус, ошибочно решил, что Барт преподнёс корову в качестве свадебного подарка (давняя традиция семьи Клетуса). Мардж и Гомер должны остановить свадьбу. Приглашённая звезда: Зоуи Дешанель. |            |                                                                                               |                            |                             |                  |             |                     |
| 418 | 18         | «Случайный фестиваль» «Any Given Sundance»                                                    | Чак Шитс                   | Даниэль Чун                 | 4 мая 2008       | KABF11      | 6,28                |
| После того, как Лиза представила документальный фильм о своей семье в кинофестивале «Сандэнс», Гомеру, Барту и Мардж становится стыдно, глядя на себя. Тем временем директор Скиннер и суперинтендант Чалмерс решают заняться кинобизнесом. Приглашённые звёзды: Джим Джармуш и Джон С. Райли. |            |                                                                                               |                            |                             |                  |             |                     |
| 419 | 19         | «Мона умирает» «Mona Leaves-a»                                                                | Майк Андерсон и Ральф Соса | Джоэль Х. Коэн              | 11 мая 2008      | KABF12      | 6,08                |
| Мона Симпсон возвращается и сообщает, что её дни сочтены. Вскоре она неожиданно умирает, Гомер чувствует вину, за то, что не показывал своих чувств до смерти. Сын решает воплотить её желание, рассеяв прах по озеру Wastershare в Спрингфилдском парке монументов (Springfield Monument Park). Приглашённые звёзды: Гленн Клоуз и Лэнс Армстронг . |            |                                                                                               |                            |                             |                  |             |                     |
| 420 | 20         | «Всё о Лизе» «All About Lisa»                                                                 | Стивен Дин Мур             | Джон Фринк                  | 18 мая 2008      | KABF13      | 6,19                |
| Лиза становится новым помощником Клоуна Красти и быстро захватывает популярность Красти. Вскоре она создаёт своё собственное шоу и выигрывает награду «развлекатель года» на Springfield Media Awards, но получив награду, она не может прекратить заниматься шоу-бизнесом после всего этого. Тем временем Барт и Гомер начинают коллекционировать монеты. Приглашённая звезда: Дрю Кэри. |            |                                                                                               |                            |                             |                  |             |                     |